# 幌加駅

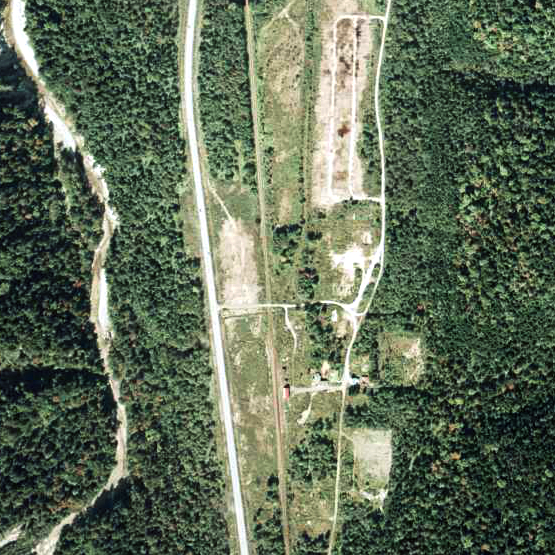
1977年の幌加駅と周囲約750m範囲。上が十勝三股方面。駅無人化後の姿であるが、駅舎がそのまま残されている。周囲は既に民家が見えない。かつては駅舎横や駅裏のストックヤードに山のように木材が積まれていた時期もあった。十勝三股寄りの踏切辺りから右上に伸びる小道風に見えるのは、営林署貯木場へ向かっていた専用線の路盤跡。

幌加駅（ほろかえき）は、かつて北海道河東郡上士幌町字幌加に設置されていた、日本国有鉄道（国鉄）士幌線の駅である。電報略号はホカ。事務管理コードは▲111413。

## 歴史
- 1939年（昭和14年）11月18日 - 開業。一般駅[2]
- 1947年（昭和22年） - 帯広営林局上士幌営林署が貯木場8.0ha設置。専用側線718m敷設[3]
- 1955年（昭和30年）12月20日：電燈駅化[4]。同年度の道内5の無電燈駅の電燈化によって、国鉄線から無電燈駅が消滅した[5]。
- 1970年（昭和45年）9月10日 - 荷物（特別扱新聞紙を除く）の取り扱いと車扱貨物以外の貨物の取り扱いを廃止[2][6]し、無人駅化[7][8]。
- 1978年（昭和53年）
  - 12月20日 - 貨物の取り扱いを全面廃止[2][7]。
  - 12月25日 - 糠平 - 十勝三股間の列車運転を休止[2]。この日より、上士幌タクシーが受託するマイクロバスによる代行輸送となる。この時点で、民家は駅前商店「船戸商店」[9]はじめ数軒が残るのみとなっていた。
- 1987年（昭和62年）3月23日 - 士幌線の全線廃止に伴い、廃駅となる[2]。同線はバス路線に転換され、引き続き、上士幌タクシーのマイクロバスが運行される。

### 駅名の由来
地名より。駅の南で音更川から分かれる、現在の幌加川（幌加音更川）のアイヌ語名、「ホㇿカナイ (horka-nay)」（逆戻りする・川）に由来する。
これは、南から北へ上って行く音更川から西に分かれ、逆戻りするように南西のウペペサンケ山へ向かって上っていく様子を表現したものである。

## 駅構造
駅舎は構内の東側に設置され、旅客用に島状の単式ホーム1面1線と糠平方から分岐し駅舎横の貨物ホームに繋がる貨物線を有し、駅裏側に貨物積卸用の副本線を有していた。駅舎側の貨物線からはさらに北側に広がる営林署のストックヤード（貯木場）への専用線が伸びていた。無人化後は貨物線・専用線は撤去されたが副本線は残され、廃止までこの配線となっていた。

## 駅跡・周辺
駅舎は取り壊されたが、ホーム（旅客用・貨物用共に）及びポイントを含む線路が残っている。保存団体によりレプリカの駅名標が設置された。
- 国道273号
- 北海道開発局帯広開発建設部幌加除雪ステーション

路線廃止後の上士幌タクシーによる代替バスですら沿線の極端な過疎化（糠平地区以外はほぼ無人化）によって2003年9月いっぱいで廃止され、同年10月より帯広 - 糠平 - 旭川間のノースライナーみくに号が十勝三股停留所を新設、幌加温泉入口停留所と糠平方面の乗降も可能として代替する。駅跡周辺には停留所は設置されていない（幌加温泉入口まで約2.7 km）。

## 隣の駅
日本国有鉄道
士幌線
糠平駅 - 幌加駅 - 十勝三股駅
※列車運転休止・バス代行輸送化の際、糠平 - 幌加間にスキー場入口バス停、幌加 - 十勝三股間に幌加温泉入口バス停を新設した（時刻表には掲載なし）。